# Поток-при-Коменді
Поток-при-Коменді (словен. Potok pri Komendi) — поселення в общині Коменда, Осреднєсловенський регіон, Словенія. Висота над рівнем моря: 345,6 м.